# Rieux-Minervois
Rieux-Minervois è un comune francese di 2 089 abitanti situato nel dipartimento dell'Aude nella regione dell'Occitania.

## Società

### Evoluzione demografica
Abitanti censiti